# فينوس طانطان

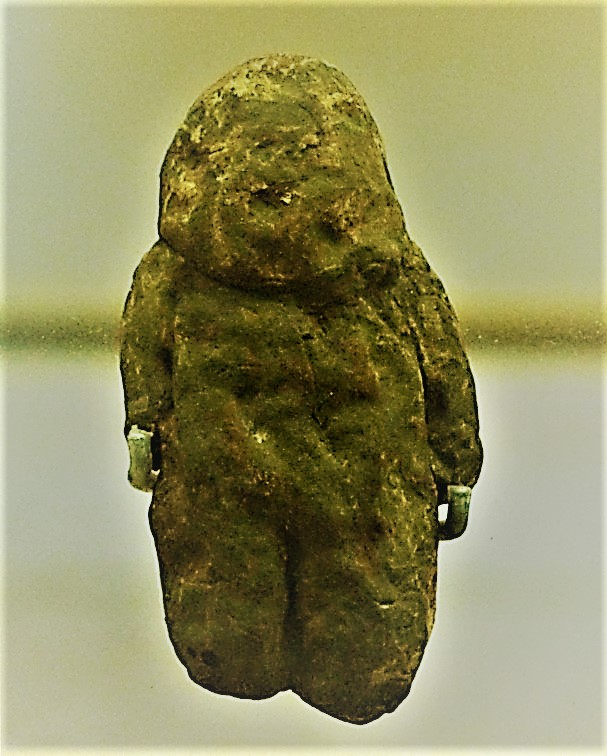
"فينوس طانطان" (نسخة طبق الأصل "replica")، متحف التطور البشري، برغش، إسبانيا.

فينوس طانطان (يرجع تاريخها لما بين 500.000 و 300.000 قبل الحاضر) هي قطعة أثرية تُمثّل تمثال فينوس المصغر، تم العثور عليها عام 1999 بالقرب من مدينة طانطان في المغرب. زُعم أنها رُفقة فينوس بريخات رام تمثلان أقدم تمثيلات للشكل البشري.

## الوصف
وصف روبرت بيدناريك فينوس طانطان. يبلغ طول الجسم 6 سم وعرضه 2.6 سم وسُمكه 1.2 سم، ويزن 10 جرام كوارتزيت. تم اكتشافه في عام 1999 خلال مسح أثري قام به لوتز فيدلر، عالم الآثار في ولاية هيسن ببألمانيا، في ترسبات نهرية على الضفة الشمالية لوادي درعة، بالقرب من جسر الطريق الوطني رقم 1 فوق درعة، على بعد حوالي 10 كم إلى شمال شرق مدينة طانطان المغربية.
لم يتم تأريخ القطعة الأثرية أو الترسب ككل. كلاهما يُنسب إلى وسط المرحلةالأشولينية، والذي كانت بين 500000 و 300000 قبل الحاضر في هذه المنطقة.
تشكّلت القطعة، بما في ذلك «الأذرع» و «الأرجل»، من خلال عمليات جيولوجية طبيعية. يبدو أن الأخاديد الأفقية على جانبي الجسم قد تشكلت جزئيًا بشكل طبيعي جزئيًا (عن طريق النقر). يحتوي الجسم أيضًا على آثار للخضاب، والتي يبدو أنها من الحديد والمنغنيز وفقًا للدراسة الأولية.

## التفسير
وفقًا لبدناريك، التمثال له شكل عام شبيه بالإنسان. من المفترض أن هذا الشكل قد تم التعرف عليه من قبل البشر الأوائل وتم اعتباره بمثابة مانوبورت. ثم تم إبراز أخاديده الأفقية بالنحت بأدوات حجرية، مما يؤكد الطابع المجسم لهذه القطعة الأثرية. ربما، تم تطبيق خضاب لإبراز الشكل الشبيه بالبشر.

## الجدل
حتى الآن، لم يتم إعادة فحص نتائج بدناريك من قبل علماء آخرين، وبالتالي، فإن أقواله لم يتم تأكيدها أو رفضها. أعرب البروفيسور ستانلي أمبروز، من جامعة إلينوي في إربانا-شامبين عن رأي (بناءً على عمل بيدناريك ودون دراسة الشكل مباشرة)، أن شكل الصخرة كان نتيجة التجوية الطبيعية.

## ورابط خارجية
- Don Hitchcock (Don's Maps): "The Tan-Tan Venus"
- Visual-Arts-Cork.com: "Venus of Tan-Tan"
- Rock Art Network (Bradshaw Foundation): "Tan-Tan"
- James B. Harrod (OriginsNet): "Tan-Tan" نسخة محفوظة 15 أغسطس 2021 على موقع واي باك مشين.